# Liste de ponts de Bosnie-Herzégovine
Cette Liste de ponts de Bosnie-Herzégovine a pour vocation de présenter une liste de ponts remarquables de Bosnie-Herzégovine, tant par leurs caractéristiques dimensionnelles, que par leur intérêt architectural ou historique.

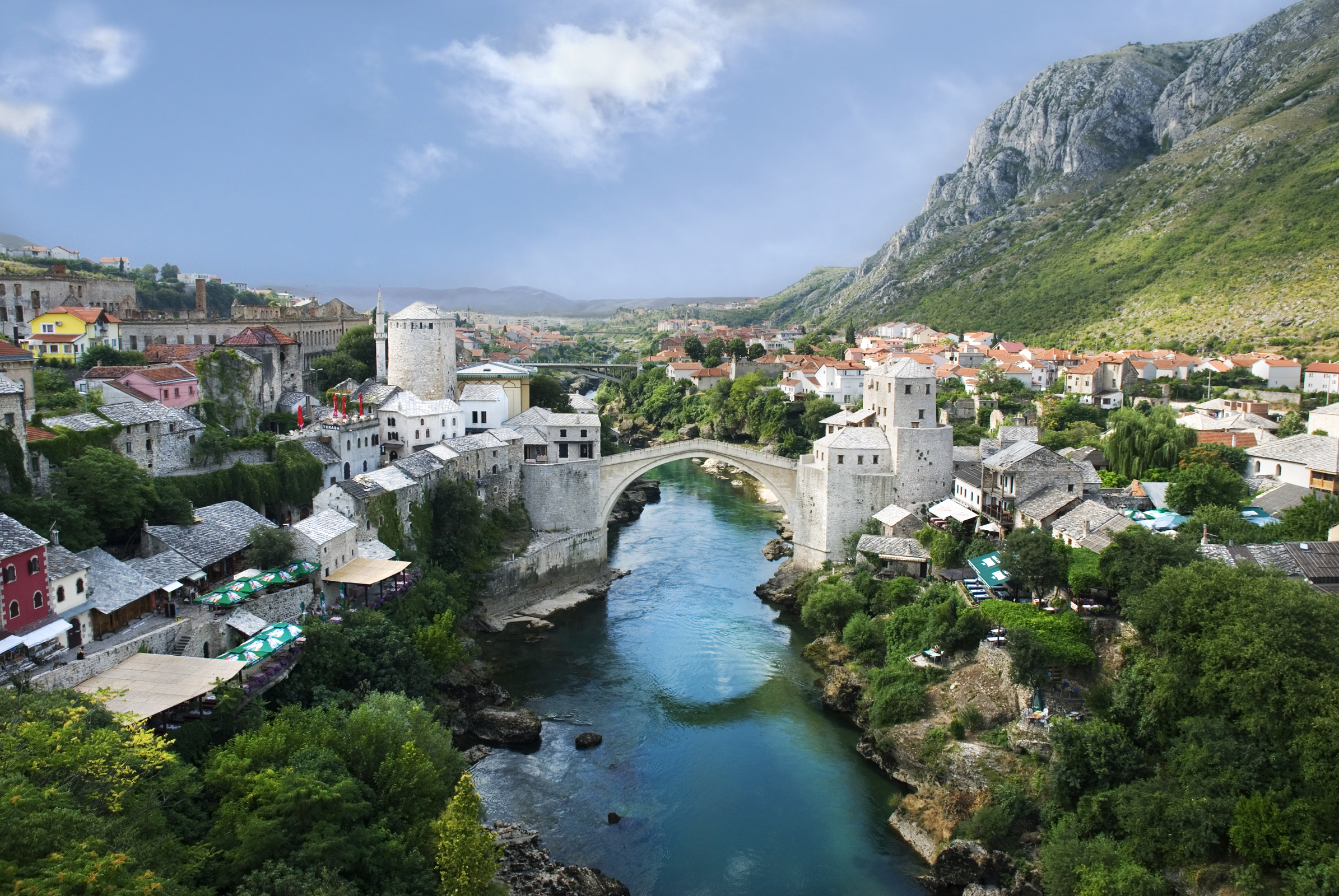
Le Stari Most

La catégorie lien donne la classification de l'ouvrage parmi ceux présentés et propose un lien vers la fiche technique du pont sur le site Structurae, base de données et galerie internationale d'ouvrages d'art. La liste peut être triée selon les différentes entrées du tableau pour voir ainsi les ponts en arc ou les ouvrages les plus récents par exemple.
Les colonnes portée et longueur, exprimées en mètres indiquent respectivement la distance entre les pylônes de la travée principale et la longueur totale de l'ouvrage, viaducs d'accès compris.

## Ponts présentant un intérêt historique ou architectural
|  |    | Nom                                      | Bosnien                     | Distinction | Long. | Type                                             | Voie portée Voie franchie | Date        | Localisation                              | Canton ou municipalité | Ref.             |
|  | -- | ---------------------------------------- | --------------------------- | --- | ----- | ------------------------------------------------ | ------------------------- | ----------- | ----------------------------------------- | ---------------------- | ---------------- |
|  | 1  | Pont courbé                              | Kriva ćuprija               | | 8,42  | Maçonnerie                                       | Pont piétonnier Radobolja | 1558        | Mostar 43° 20′ 11,8″ N, 17° 48′ 46,5″ E   | Herzégovine-Neretva    | [ 1 ]            |
|  | 2  | Vieux pont de Mostar reconstruit en 2004 | Stari most                  | Portée : 27,30 mètres · Patrimoine mondial (2005)                                                                                            | 30    | Maçonnerie 1 arche brisée, dos d'âne             | Pont piétonnier Neretva   | 1567        | Mostar 43° 20′ 13,6″ N, 17° 48′ 53,4″ E   | Herzégovine-Neretva    | [ 2 ]            |
|  | 3  | Pont Mehmed Pacha Sokolović              | Most Mehmed-paše Sokolovića | Patrimoine mondial (2007) | 179   | Maçonnerie 11 arches brisées, dos d'âne          | Drina                     | 1577        | Višegrad 43° 46′ 56,6″ N, 19° 17′ 16,8″ E | Višegrad               | [ 3 ]            |
|  | 4  | Pont Arslanagić reconstruit en 1972      | Arslanagića most            | Monument national | 80    | Maçonnerie 7 arches (2 principales et 2 doubles) | Trebišnjica               | XVIe siècle | Trebinje 42° 42′ 53″ N, 18° 21′ 15,5″ E   | Trebinje               | [ Note 1 ] [ 4 ] |
|  | 5  | Pont des chèvres                         | Kozija ćuprija              | | 42    | Maçonnerie 1 arche plein cintre, dos d'âne       | Rivière Miljacka          | XVIe siècle | Sarajevo 43° 51′ 13,1″ N, 18° 27′ 26,1″ E | Sarajevo               |                  |
|  | 6  | Pont romain de Plandište                 | Rimski most                 | | 40    | Maçonnerie 7 arches                              | Bosna                     | XVIe siècle | Plandište 43° 49′ 53,9″ N, 18° 17′ 10″ E  | Ilidža-Sarajevo        | [ 5 ]            |
|  | 7  | Vieux pont de Konjic reconstruit en 2009 | Stari most u Konjicu        | |       | Maçonnerie 6 arches brisées, dos d'âne           | Neretva                   | 1683        | Konjic 43° 39′ 04,8″ N, 17° 57′ 46,7″ E   | Herzégovine-Neretva    |                  |
|  | 8  | Pont latin                               | Latinska ćuprija            | Pont sur lequel fut assassiné François-Ferdinand d'Autriche par Gavrilo Princip en 1914, événement qui déclencha la Première Guerre mondiale |       | Maçonnerie 4 arches plein cintre, dos d'âne      | Pont piétonnier Miljacka  | 1799        | Sarajevo 43° 51′ 27,5″ N, 18° 25′ 44,2″ E | Sarajevo               |                  |
|  | 9  | Pont Carinski reconstruit en 1996        | Carinski Most               | |       | Arc Béton, tablier porté                         | Neretva                   | 1900        | Mostar 43° 20′ 53,6″ N, 17° 48′ 37,5″ E   | Herzégovine-Neretva    |                  |
|  | 10 | Pont sur la Neretva                      | Most na Neretvi             | Détruit pendant la bataille de la Neretva en 1943 et recréé pour le film de 1969 "La Bataille de la Neretva".                                |       | Treillis Acier                                   | Neretva                   |             | Jablanica 43° 39′ 15″ N, 17° 45′ 44,5″ E  | Herzégovine-Neretva    |                  |

## Grands ponts
Ce tableau présente les ouvrages ayant des portées supérieures à 100 mètres ou une longueur totale de plus de 3 000 mètres (liste non exhaustive).
|  |   | Nom                      | Bosnien              | Portée | Long. | Type                                          | Voie portée Voie franchie    | Date | Localisation                                                | Canton ou municipalité    | Ref.  |
|  | - | ------------------------ | -------------------- | ------ | ----- | --------------------------------------------- | ---------------------------- | ---- | ----------------------------------------------------------- | ------------------------- | ----- |
|  | 1 | Pont suspendu d'Ostrožac | Viseći most Ostrožac | 207    |       | Suspendu Tablier poutres acier, pylônes béton | R437 Lac Jablanica           |      | Ostrožac 43° 41′ 19,6″ N, 17° 49′ 16,1″ E                   | Herzégovine-Neretva       | [ 6 ] |
|  | 2 | Pont de Rača             |                      | 150    |       | Treillis Acier 125+150+125                    | M18 Save                     | 1934 | Velino Selo - Sremska Rača 44° 54′ 37,9″ N, 19° 17′ 49″ E   | Bijeljina Serbie          | [ 7 ] |
|  | 3 | Pont de l'Europe (Save)  |                      | 150    | 440   | Poutre-caisson Acier 125+150+125              | M18 Save                     | 2010 | Velino Selo - Sremska Rača 44° 54′ 34,9″ N, 19° 17′ 48,5″ E | Bijeljina Serbie          | [ 7 ] |
|  | 4 | Pont de Zupanja-Orasje   |                      | 134    | 792   | Poutre-caisson Acier 85+134+85                | 18 Save                      | 1968 | Orašje - Županja 45° 02′ 17,6″ N, 18° 42′ 10,4″ E           | Posavina Croatie          |       |
|  | 5 | Pont-rail de Brčko       |                      | 126    | 775   | Treillis Acier 92+126+92                      | Save                         | 1968 | Brčko - Gunja 44° 52′ 06,6″ N, 18° 49′ 52,2″ E              | District de Brčko Croatie |       |
|  | 6 | Pont de Donja Jablanica  |                      | 100    | 299   | Pont à béquilles Acier                        | Ligne Sarajevo-Ploce Neretva | 1966 | Lug 43° 38′ 47,4″ N, 17° 45′ 49,9″ E                        | Herzégovine-Neretva       |       |